# Dicranomyia tapleyi
Dicranomyia tapleyi är en tvåvingeart som beskrevs av Alexander 1924. Dicranomyia tapleyi ingår i släktet Dicranomyia och familjen småharkrankar. Inga underarter finns listade i Catalogue of Life.